# Кроника паланачког гробља
Кроника паланачког гробља је збирка прича, заправо, новела коју је написала Исидора Секулић. Збирка се у свом коначном облику појављује 1958. године. Прво издање је изашло из штампе 1940. године, скоро три деценије после издања прве збирке приповедака. Ово друго издање Кронике је било подељено на два дела и данас чини, у уметничком смислу, најбоље и најзрелије дело Исидоре Секулић. Књига се састоји из седам новела,а то су: Коста Земљотрес, Госпа Нола, Амбиције, дим, Влаовићи (први део), Деца, Људи с Кашикаре, Паланка и њени последњи Грци (други део). Најпознатија је новела Госпа Нола.
По овоме је снимљена мини серија Хроника паланачког гробља.

## Грађа збирке
Исидора Секулић је живела у Земуну, паланачком месту чији је малограђански свет и амбијент одлично познавала. Међутим, није само одатле узимала грађу за своје дело. Још док јој је отац био жив, била је чест посетилац гробља, а када је он умро, посете су постале све учесталије. У дело је уносила све што би прочитала на споменицима, запазила на земунском гробљу или чула од гробара. Једном приликом док су отац и она шетали гробљем, он јој је рекао: „Сваки овај гроб су пет књига, ето посла ако коме треба!“ Ове речи је усадила дубоко у своје срце и сећала их се и у позним годинама. Оне су јој биле водиља при писању ове књиге.
Пошто јој је као материјал за дело послужила и историја гробља, много је ишчитавала монографије и разне записе о Земуну, људима који су живели у њему и свему оном што је чинило актуелни живот те паланке која је била под Аустроугарском. Сама Исидора Секулић је говорила о настанку Кронике и о томе шта је условило њен настанак: 
| „ | Ја сам, као што ваљда знате, унела у своје текстове, на овај или онај начин, све из амбијента у којем сам провела највише и најдуже своје младе дане. Додуше, ја своје текстове не прочитавам, али ми је топло када знам да је тај двојник мог живота ту, поред мене – тај свет и пејзаж који сам некад познавала или о њима слушала – у мојим кроникама, у мојим причама, размишљањима, упоређивањима... Донедавно, ја сам обилазила и обилазила сва та места и после мојих кроника и прича. | ” |

Такође је Исидора Секулић врло радо говорила да се у Кроници налази цела она, од главе до пете, јер је у дело уносила и своје искуство везано за ту и неке друге паланке.